# Sinogastromyzon lixianjiangensis
Sinogastromyzon lixianjiangensis är en fiskart som beskrevs av Liu, Chen och Yang 2010. Sinogastromyzon lixianjiangensis ingår i släktet Sinogastromyzon och familjen grönlingsfiskar. Inga underarter finns listade i Catalogue of Life.